# EchoPark Automotive Grand Prix
L'EchoPark Automotive Grand Prix è una gara automobilistica appartenente alle NASCAR Cup Series che si tiene presso il Circuit of the Americas (il COTA) di Austin, in Texas (Stati Uniti).
È una delle gare più recenti inserite nel calendario delle Cup Series, entrandovi soltanto a partire dal 2021 e, a differenza della maggioranza degli altri circuiti del campionato (che si disputano su ovali di varia lunghezza), si svolge su un circuito più tradizionale.
Nello stesso fine settimana in cui si disputa la gara delle Cup Series, il circuito ospita anche le Xfinity Series e le Truck Series (anch'esse organizzate e gestite dalla NASCAR).

## Storia
Fin dalla sua inaugurazione, nel 2012, il COTA ha sempre ospitato i più grandi eventi motoristici di livello mondiale: nel circuito arriva la Formula 1, con il Gran Premio degli Stati Uniti e la MotoGP, con il Gran Premio motociclistico delle Americhe. Per il suo prestigio, i tifosi e gli appassionati delle gare NASCAR hanno sempre desiderato che le Cup Series potessero correre nel circuito. La NASCAR comincia a pianificare l'evento, ma il problema che si pone sono gli accordi con le altre piste interessate dal campionato: se dovesse entrare il COTA nelle Cup Series sarebbe necessario che almeno una pista rinunciasse alla propria data, protetta con contratti e penali da milioni di dollari. Lo stesso Texas Motor Speedway di Fort Worth, che si trova a poca distanza dal COTA di Austin e che ospita ben due eventi delle Cup Series ogni anno, ha in mano un contratto con la NASCAR che impone a quest'ultima di non aggiungere ulteriori date del campionato in impianti vicini. Inoltre, i rapporti tra il COTA e il Texas Motor Speedway sono pessimi. Nel 2014 la Formula 1 e il circuito di Austin fissano la data del Gran Premio statunitense nello stesso fine settimana della gara fissata dalla NASCAR nel Texas Motor Speedway di novembre; il presidente di quest'ultimo circuito, Eddie Gossage, commenta la notizia come se "la Formula 1 ha sparato alla NASCAR". Nel 2017 il presidente del COTA, Bobby Epstein, ammette ad un giornalista dell'Austin American-Statesman di essere in contatto con i dirigenti della NASCAR e che non ci sono ragioni per cui le Cup Series non possano correre nel circuito di Austin. Per tutta risposta, Gossage dichiara al Fort Worth Star-Telegram che "tutti possono parlare con un dirigente della NASCAR".

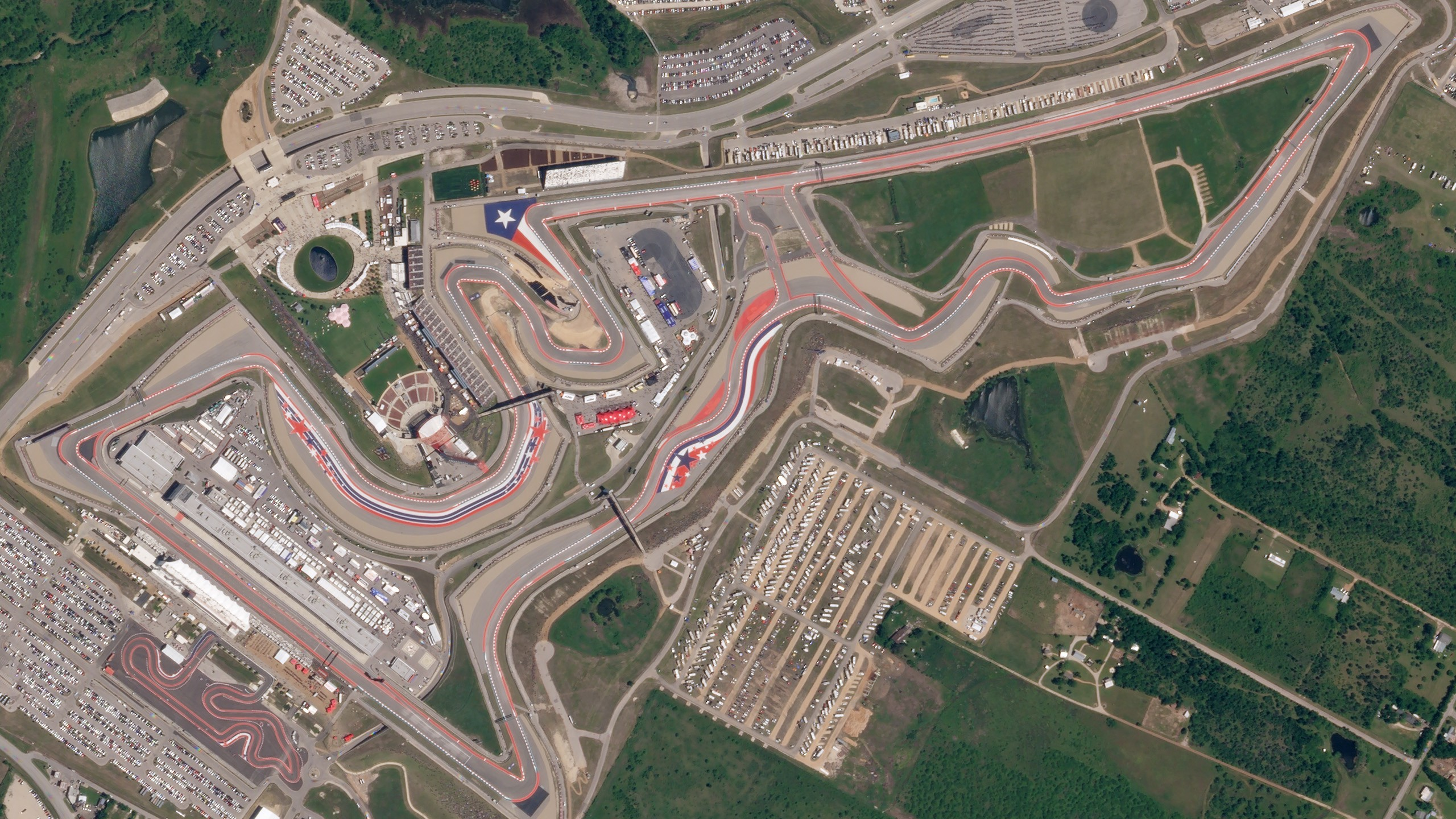
Veduta aerea del COTA

Se ancora la NASCAR non arriva al COTA, diversi piloti delle Cup Series sono protagonisti di manifestazioni motoristiche nel circuito di Austin. In occasione della Austin 400 del 2013, gara valevole per il Supercars Championship, Kurt Busch prende parte all'evento guidando la macchina dell'Holden Racing Team. Sei anni dopo Tony Stewart guida la Ford Mustang della Stewart-Haas Racing sul COTA insieme a Romain Grosjean e Kevin Magnussen; durante l'evento Stewart viene intervistato e mette a paragone il circuito di Austin con quello di Watkins Glen (dove corrono le Cup Series).
Quindi, il 30 settembre 2020, la NASCAR comunica ufficialmente di aver raggiunto un accordo con il COTA per un evento su quest'ultimo delle Cup Series, fissato per il 23 maggio 2021 (insieme a gare delle Xfinity Series, Truck Series e del Lamborghini Super Trofeo North America organizzato dalla IMSA). La nuova gara prende il posto della gara primaverile nel circuito del Texas, che invece ospita la NASCAR All-Star Race. In cambio, la Speedway Motorsports (che ha il controllo del Texas Motor Speedway) riceve la direzione tecnica della nuova gara nel COTA e il suo dirigente Bryan Hammond diventa race director del nuovo evento di Austin.
Se in un primo momento viene considerata l'idea di utilizzare soltanto il circuito breve del COTA, l'11 dicembre del 2020 la NASCAR comunica che la nuova gara deve essere disputata lungo tutto il suo circuito. Per accogliere la gara, l'impianto di Austin organizza dei lavori di adattamento che prevedono anche la costruzione di nuove barriere, l'aggiunta delle luci per segnalare le caution, l'allungamento del muretto che divide la pista dalla pit lane. Nel febbraio 2021 viene comunicato che il main sponsor del nuovo evento è EchoPark Automotive, che prende quindi il nome di "EchoPark Texas Grand Prix".
La gara inaugurale viene vinta da Chase Elliott dopo essere stata accorciata per maltempo. Con la vittoria di Elliott la Hendrick Motorsports raggiunge la Petty Entrerprises per numero di vittorie (268) e la Chevrolet ottiene la sua 800ª nella NASCAR.

## Albo d'oro
Fonti: Racing Reference; Jayski's Silly Season Site
| Anno | Data      | N° | Pilota        | Scuderia             | Produttore | Distanza | Distanza    | Tempo   | Media  | Resoconto |
| Anno | Data      | N° | Pilota        | Scuderia             | Produttore | Giri     | Miglia (km) | Tempo   | Media  | Resoconto |
| ---- | --------- | -- | ------------- | -------------------- | ---------- | -------- | ----------- | ------- | ------ | --------- |
| 2021 | 23 Maggio | 9  | Chase Elliott | Hendrick Motorsports | Chevrolet  | 54       | 185         | 3:07:11 | 59,024 | Resoconto |
| 2022 | 27 Marzo  | 1  | Ross Chastain | Trackhouse Racing    | Chevrolet  | 69       | 236.3       | 3:20:57 | 70,253 | Resoconto |
| 2023 | 26 Marzo  | 45 | Tyler Reddick | 23XI Racing          | Toyota     | 75       | 255.7       | 3:30:32 | 72,886 | Resoconto |
| 2024 | 24 Marzo  | 24 | William Byron | Hendrick Motorsports | Chevrolet  | 68       | 232.9       | 2:43:15 | 85,224 | Resoconto |

### Teamplurivincitori
| Vittorie | Team                 | Anni vinti |
| -------- | -------------------- | ---------- |
| 2        | Hendrick Motorsports | 2021, 2024 |

### Costruttori plurivincitori
| Vittorie | Costruttori | Anni vinti       |
| -------- | ----------- | ---------------- |
| 3        | Chevrolet   | 2021, 2022, 2024 |